# Austropetalia victoria
Austropetalia victoria е вид водно конче от семейство Austropetaliidae. Видът е почти застрашен от изчезване.

## Разпространение
Разпространен е в Австралия (Виктория и Нов Южен Уелс).